# Rhopicapneuma
Ropicapnefma, Rhopicapneuma (termo grego intraduzível significando vagamente "futilidade-espírito") ou Mercadoria Espiritual é um diálogo moral escrito por João de Barros em 1532 que foi colocada no "index" da Inquisição, sendo proibida a sua divulgação.